# なんじゃもんじゃ (漫画)
『なんじゃもんじゃ』は、伊藤静による日本の漫画作品。講談社の『モーニング』にて連載された。

## あらすじ
爺ちゃんによってなんじゃもんじゃの木の下で拾われた藤田太朗は、花の木村の人々によって温かく見守られて育てられてきた。しかし、中学3年生の夏に、爺ちゃんが太朗を残して死んでしまう。
そんなある晩、太朗が部屋から望遠鏡を覗き込んでいると、偶然なんじゃもんじゃの木から女の子が落ちるのを見つける。交番に連絡して自らも駆けつけると、そこには女の子の服だけが散乱していた。
何が起きたのかはっきりしないまま太朗が帰宅すると、何かが家の中に進入している事に気付く。その何かを米びつの中に追い詰めて、その正体を突き詰めるが、何とそれは、小人のように小さな女の子だった。

## 登場人物
藤田太朗（ふじた たろう）
主人公、花の木中学校3年生。赤ん坊の頃、雑貨店を営む爺ちゃんによってなんじゃもんじゃの木の下で拾われる。爺ちゃんが死んだため、中学卒業後は就職を考えている。天文部に所属していて、天体観測が趣味である。
星野空（ほしの そら）
太朗がなんじゃもんじゃの木から落ちるのを目撃した女の子。謎の集団によって誘拐され、隙を突いて木の上に逃れるも、木から落ちた際に小人のように小さくなってしまう。小さくなった後、太朗のポケットに潜り込んで太朗の家にやって来て、米びつの中で太朗に見つかる。
浜口風太（はまぐち ふうた）
太朗の幼馴染で親友。花の木湯の息子。どこか一歩引いた様子の太朗に、不満を抱いていた。太朗とは祖父同士も親友であった。互助会の老人達に頭が上がらない。
田部道子（たべ みちこ）
太朗の幼馴染。太朗の事を密かに想っているが、太朗には幼馴染としか思われておらず、一向に気付かれない。小学校中頃まではぽっちゃりしていたらしい。
多恵（たえ）
太朗の同級生。花の木旅館の娘。